# Ferenc Lohr (Tontechniker)
Ferenc Lohr, in Deutschland auch Franz Lohr (* 17. Dezember 1904 in Budapest, Österreich-Ungarn; † 26. April 1994 ebenda), war ein ungarischer Tontechniker, bis zu seiner Pensionierung 1967 der wichtigste Vertreter seines Fachs beim ungarischen Film.

## Leben und Wirken
Lohrs Interesse an Kunst wurde durch seinen gleichnamigen Vater (1871–1946), einen vielseitigen Künstler, der sich vor allem als Kirchenmaler hervorgetan hatte, geweckt und er erhielt frühzeitig Geigenunterricht. Mit diesem Können begleitete Lohr junior noch in den 1920er Jahren Stummfilmaufführungen am Universitätskino. Nach einem Maschinenbau-Studium, das er 1927 abschloss, fiel es Ferenc Lohr zunächst schwer, in seinem erlernten Ingenieurs-Beruf Arbeit zu finden. Eines Tages lernte er auf einer Hochzeitsfeier einen Vertreter von Siemens in Ungarn kennen, und beide kamen ins Gespräch. Der Siemens-Mitarbeiter empfahl Lohr zur nachmals mächtigen Budapester Produktionsfirma Hunnia-Film, um sich dort ein Grundwissen in Sachen tontechnischer Apparaturen von Siemens anzueignen. Die dortige Siemens-Vertretung wiederum schickte Lohr später nach Berlin, wo dieser sich beim deutschen Filmkonzern Tobis-Tonbild-Syndikat zum Tontechniker im Tonfilm ausbilden ließ.
Wieder zurück in Ungarn, nahm Ferenc Lohr nun 1931 seine Arbeit beim soeben etablierten heimischen Tonfilm auf und wurde in den folgenden Jahrzehnten der wohl am häufigsten eingesetzte Tontechniker. An bis zu einem Dutzend Filmen pro Jahr war er in der Folgezeit beteiligt. Vor allem in den 1930er Jahren wirkte Lohr auch an zahlreichen Co-Produktionen mit österreichischen und deutschen Filmfirmen mit, die in Budapester Ateliers ihre Filme herstellten. Darunter befanden sich auch Inszenierungen mit in Deutschland seit 1933 verfemten, jüdischen Künstlern, beispielsweise Ende schlecht, alles gut, Peter, Ball im Savoy und Mircha. Lohr blieb bis 1944, also kurz vor Kriegsende, beim Film tätig, ehe die anschließenden Wirren beim Übergang vom Faschismus zum Kommunismus und seine Kaltstellung durch die kommunistische Führung aufgrund seiner intensiven Tätigkeit unter dem Regime Admiral Horthys ihn ein Jahrzehnt lang zur filmischen Inaktivität zwangen. 1952 erfolgte Lohrs Rehabilitierung, zwei Jahre darauf konnte er seine Arbeit als Tontechniker beim ungarischen Nachkriegsfilm fortsetzen. Dort musste er sich jedoch anfänglich mit der Tonarbeit zu Kurzdokumentationen begnügen. Während des ungarischen Volksaufstandes von 1956 war Ferenc Lohr mehrere Tage lang inhaftiert.

## Filmografie
- 1931: Er und sein Diener (Hyppolit a lakáj)
- 1931: Ein Auto und kein Geld
- 1932: Der alte Gauner (A vén gazember)
- 1932: Marie, eine ungarische Legende (Tavaszi zápor)
- 1932: Menschen im Sturm (Ítél a Balaton)
- 1933: …und es leuchtet die Pußta
- 1933: A bor
- 1933: Iza néni
- 1933: Rakoczy-Marsch (Rákóczi induló)
- 1933: Eine Nacht in Venedig (Egy éj Velencében)
- 1934: Lila akác
- 1934: Emmy
- 1934: Frühjahrsparade (auch ungar. Vers.)
- 1934: Ende schlecht, alles gut (Helyet az öregeknek)
- 1934: Peter, das Mädchen von der Tankstelle (Peter)
- 1935: Ball im Savoy
- 1935: Awodah (Avodah)
- 1935: Liebesträume
- 1935: Es flüstert die Liebe
- 1936: Donaumelodien
- 1936: Mädchenpensionat
- 1936: Wo die Lerche singt
- 1936: Alles für Veronika (Fräulein Veronika)
- 1936: Mircha (Bubi)
- 1937: Ich vertraue dir meine Frau an (Rád bizom a feleségem)
- 1937: Sein letztes Modell
- 1937: Ihr Leibhusar (auch ungar. Vers.)
- 1938: A 111-es
- 1938: Marika
- 1938: Uz Bence
- 1938: Die Frau am Scheidewege
- 1939: Menschen vom Varieté
- 1939: Semmelweis
- 1939: Öt ora 40
- 1940: Férjet keresek
- 1940: Igen vagy nem?
- 1940: Vision am See (Tóparti látomás)
- 1941: Herz in Gefahr (Lángok)
- 1941: Végre!
- 1941: Miért?
- 1941: Néma kolostor
- 1942: Maske in Blau
- 1942: Karneval der Liebe
- 1943: Heten, mint a gonoszok
- 1944: Futótűz
- 1954: Sportol a falu (Kurzdokumentarfilm)
- 1955: Bakonu (Kurzdokumentarfilm)
- 1955: Vándorméhészek (Kurzdokumentarfilm)
- 1956: Kati und die Wildkatze (Kati és a vadmacska)
- 1957: Bunte Welt am großen Strom (Kompilations- und Dokumentarfilm)
- 1957: Gerolsteini kaland
- 1958: Kumpane (Cimborák - Nádi szélben)
- 1959: Busójáráskor (Kurzdokumentarfilm)
- 1960: Drei Unentwegte (Cimborák - Hegyen-völgyön)
- 1960: Attentat im Morgengrauen (Merénylet)
- 1960: Brüder (Égre nyíló ablak)
- 1961: Életmentő véradók
- 1961: K.u.K. Militärmusik (Katonazene)
- 1962: Húsz évre egymástól
- 1963: Cantata profana (Oldás és kötés)
- 1964: Modern Otthon (Kurzdokumentarfilm)
- 1966: Sikátor
- 1967: Die Witwe und der Hauptmann (Az özvegy és a százados)
- 1967: Kerekesek